# Ozric Tentacles

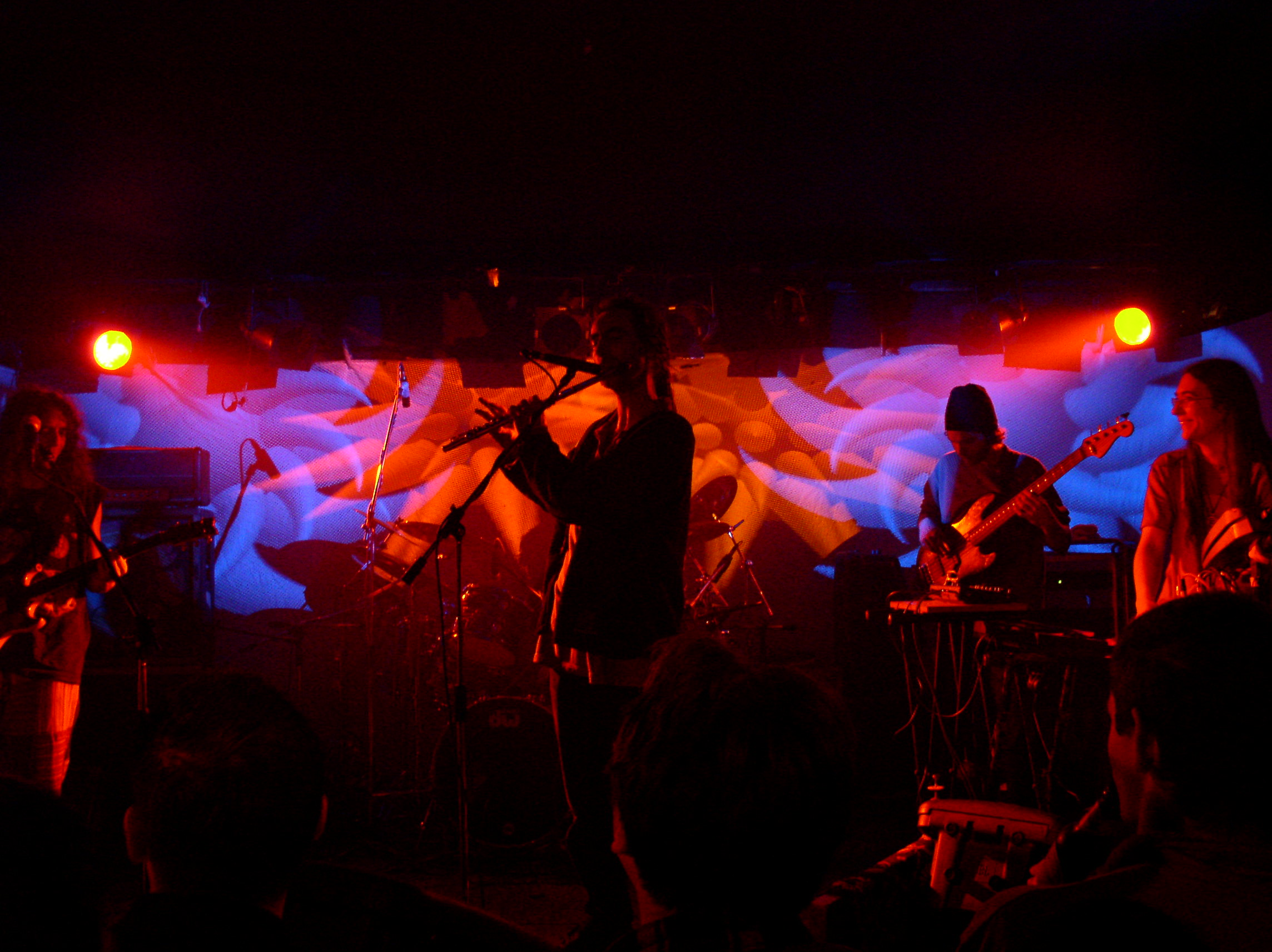

Ozric Tentacles é uma banda de rock de Somerset, Inglaterra, cuja música pode ser descrita vagamente como rock psicodélico ou espacial. Formada em 1983, a banda lançou 29 álbuns até 2015 e tornou-se uma verdadeira indústria, vendendo mais de um milhão de álbuns no mundo todo, apesar de nunca ter grande apoio de gravadoras. Passando por várias mudanças de formação ao longo dos anos, o guitarrista Ed Wynne tem permanecido como único membro original da banda.
A banda foi formada durante o Stonehenge Free Festival em 1983. Lá, os irmãos Ed Wynne (guitarra e teclados) e Roly Wynne (baixo) juntos com o baterista Nick “Tig” Van Gelder (Jamiroquai) e o tecladista Joie Hinton estavam tocando em um grupo conhecido como “Bolshem People”. Ao executar um "jam session" noturno, alguém perguntou a eles qual era o nome da banda e Ed Wynne respondeu: "Ozric Tentacles". A partir desse momento, Ozric Tentacles (ou "The Ozrics", como também são conhecidos) ganhou atenção por seu estilo de rock psicodélico/espacial, que faz uso proeminente de sintetizadores, guitarras e samplers. A banda agora é reconhecida como uma das maiores influências do ressurgimento da cena festival no Reino Unido, tornando-se particularmente associada com o Festival de Glastonbury e também por sua série de lançamentos de cassetes de fabricação própria, vendidos em shows e através de um fã-clube.
Em 1989, a banda lançou a sua própria gravadora, Dovetail Records e seu primeiro lançamento foi “Pungent Effulgent”. Foi seguido por “Erpland”, em 1990, seu álbum duplo clássico. Em 1991 banda alcançou a posição nº 1 no UK Indie Chart, com seu hit single "Sploosh!" do LP “Strangeitude”. Em 1993, o álbum “Jurassic Shift” alcançou o Top 20 da UK Albums Chart e Top 1 no UK Indie Chart, ficando um total de três meses nas paradas.
A banda passou por inúmeras mudanças, com Ed Wynne (guitarra, teclados) sendo a única presença constante desde o início. Muitos membros saíram para se dedicarem a bandas com tendência a música eletrônica, como “Eat Static”, “Nodens Ictus”, “Dubblehead” e “Moksha”. Nick Van Gelder, o baterista do Jamiroquai durante o projeto “Emergency On Planet Earth” foi o baterista original da Ozric Tentacles, aparecendo nos seis primeiros cassetes da banda, incluindo “Tantric Obstacles” e “Erpsongs”. No entanto, a banda manteve a sua identidade e continuou com o ritmo prolífico de álbuns ao longo dos anos 1990 e no novo milênio, continuando a excursionar extensivamente até hoje.
A banda é famosa por suas performances ao vivo há muito tempo seguindo uma abordagem audiovisual com uma equipe integrada de iluminação e projeções. A partir de maio de 2013, a formação contou com Ed Wynne (guitarra, sintetizadores), Brandi Wynne (baixo, teclados), Silas Neptune (sintetizadores, samples, saz), o baterista húngaro Balázs Szende e Paul Hankin (conga paul e percussão).
Em 2011, Ozric Tentacles lançou seu álbum de estúdio, "Paper Monkeys" e excursionou nos Estados Unidos em março de 2012, posteriormente entrando em uma extensiva turnê europeia de seis semanas de duração, entre Abril e Maio de 2012.
Em junho de 2012, seu estúdio no Colorado foi destruído por incêndios florestais, que estavam devastando a área há mais de uma semana. A banda estava em turnê na época. Além de parte do estúdio, gravações e alguns instrumentos também foram destruídos. Após o incêndio, a banda teve a ajuda de fãs para reconstruir seu arquivo.
A música de Ozric Tentacles é uma mistura de linhas de baixo, teclados e trabalhos intrínsecos de guitarras, com uma sonoridade bem influenciada por Steve Hillage e a banda Gong. Muitas de suas canções incorporam sinais de tempo incomuns e/ou timbres de influência oriental. Além disso, a banda utiliza frequentemente arranjos complexos que incluem mudanças na fórmula de compasso, sinal chave e ritmos ao longo das faixas tocadas. Os arranjos também têm influência do funk americano, fusion/jazz, dub /reggae e música ambiente. Esses recursos são frequentemente misturados com elementos eletrônicos, incluindo sintetizadores arpejados, densamente influenciados por camadas de música Psico-Trance e Techno, abafadores, efeitos de linhas de baixo e batidas eletrônicas programadas.
A banda também usa uma ampla gama de instrumentos em suas performances. Guitarras eléctricas e acústicas, flautas, percussão étnica, koto, saz, cítara e sons de vozes humanas digitalmente modificadas têm aparecido ao longo da sua música.
Segundo Wynne “Ozric’ é um velho nome Viking que significa “energia divina” e “tentacles” foi uma palavra boba para colocar no final”.
Além dos lançamentos oficiais, não são ainda conhecidas numerosas gravações obscuras ou raras de muitas sessões de estúdio da banda. 
A máquina AV-400 MHz RMN, usada pelo departamento de química da Universidade de Warwick (Reino Unido) foi apelidada de "Ozric", em homenagem a banda supostamente pelo perito multinuclear e fã declarado da banda, Dr. Jon Rourke.

## Integrantes
- Joie Hinton – sintetizadores, teclados
- Merv Peplar – bateria, percussão
- Brandi Wynne baixo, sintetizadores, teclados
- Ed Wynne – guitarra, sintetizadores, teclados

## Discografia

### Cassetes
- Tantric Obstacles (1985)
- Erpsongs (1985)
- There Is Nothing (1986)
- Live Ethereal Cereal (1986)
- Sliding Gliding Worlds (1988)
- The Bits Between the Bits (1989)

### Álbuns
- Pungent Effulgent (1989)
- Erpland (1990)
- Sploosh / Live Throbbe EP (1991)
- Strangeitude (1991)
- Live Underslunky (1992)
- Afterswish (1992)
- Ozric Tentacles (1993)
- Jurassic Shift (1993)
- Arborescence (1994)
- Vitamin Enhanced (1994) - Caixa contendo os seis primeiros Cassetes em formato CD
- Become The Other (1995)
- Curious Corn (1997)
- Spice Doubt (1998)
- Waterfall Cities (1999)
- Floating Seeds (1999)
- The Hidden Step (2000)
- Pyramidion (2000)
- Tantric Obstacles - Erpsongs re-release (2000)
- Swirly Termination (2002)
- Live at The Pongmasters Ball (2002) - DVD Ao Vivo
- Eternal Wheel (The Best Of)
- Spirals in Hyperspace (2004)
- The Floor's Too Far Away (2006)
- The Yum Yum Tree (2009)
- Paper Monkeys (2011)
- Technicians of the Sacred (2015)
- Space for the Earth (2020)
- Lotus Unfolding (2023)